# Campionato di calcio a 5 dell'AFF
Il Campionato di calcio a 5 dell'AFF (AFF Futsal Championship) è un torneo internazionale per selezioni nazionali di calcio a 5 organizzato dalla ASEAN Football Federation e tenutosi per la prima volta nel 2001.
Nel 2010, per la seconda edizione svoltasi nella città vietnamita di Ho Chi Minh, non fu presente la nazionale thailandese, che ha vinto finora tutte le altre edizioni.

## Edizioni
| 2001 | Kuala Lumpur Malaysia | Thailandia | 12 - 1            | Singapore | Malesia    |                      | Brunei     |
| 2003 | Kuantan Malaysia      | Thailandia | 4 - 0             | Malesia   | Indonesia  | 5 - 3                | Cambogia   |
| 2005 | Bangkok Thailandia    | Thailandia | 5 - 1             | Malesia   | Indonesia  | 7 - 1                | Brunei     |
| 2006 | Bangkok Thailandia    | Thailandia | 10 - 3            | Indonesia | Myanmar    | 10 - 2               | Cambogia   |
| 2007 | Bangkok Thailandia    | Thailandia | 7 - 1             | Australia | Malesia    | 6 - 6 (3 - 1)        | Vietnam    |
| 2008 | Bangkok Thailandia    | Thailandia | 5 - 1             | Indonesia | Malesia    | 8 - 2                | Brunei     |
| 2009 | Ho Chi Minh Vietnam   | Thailandia | 4 - 1             | Vietnam   | Indonesia  | 4 - 3                | Filippine  |
| 2010 | Ho Chi Minh Vietnam   | Indonesia  | 5 - 0             | Malesia   | Vietnam    | girone               | Filippine  |
| 2011 | Giacarta Indonesia    | Edizione   | Edizione          | Edizione  | cancellata | cancellata           | cancellata |
| 2012 | Bangkok Thailandia    | Thailandia | 9 - 4             | Vietnam   | Indonesia  | 4 - 2                | Malesia    |
| 2013 | Bangkok Thailandia    | Thailandia | 2 - 1             | Australia | Vietnam    | 7 - 3                | Indonesia  |
| 2014 | Shah Alam Malaysia    | Thailandia | 6 - 0             | Australia | Vietnam    | 2 - 2 (5-3 d.t.r.)   | Indonesia  |
| 2015 | Bangkok Thailandia    | Thailandia | 5 - 3             | Australia | Malesia    | 6 - 5                | Vietnam    |
| 2016 | Bangkok Thailandia    | Thailandia | 8 - 1             | Myanmar   | Malesia    | 8 - 1                | Timor-Est  |
| 2017 | Ho Chi Minh Vietnam   | Thailandia | 4 - 3 (d.t.s.)    | Malesia   | Myanmar    | 2 - 2 (4 - 3 d.t.r.) | Vietnam    |
| 2018 | Yogyakarta Indonesia  | Thailandia | 4 - 2             | Malesia   | Indonesia  | 3 - 1                | Vietnam    |
| 2019 | Ho Chi Minh Vietnam   | Thailandia | 5 - 0             | Indonesia | Vietnam    | 7 - 3                | Myanmar    |
| 2022 | Bangkok Thailandia    | Thailandia | 2 - 2 (5 - 3 dtr) | Indonesia | Vietnam    | 1 - 1 (1 - 4 dtr)    | Myanmar    |

## Vittorie per nazione
| Vittorie | Nazione    | Anno/i                                                                                         |
| -------- | ---------- | ---------------------------------------------------------------------------------------------- |
| 16 volte | Thailandia | 2001, 2003, 2005, 2006, 2007, 2008, 2009, 2012, 2013, 2014, 2015, 2016, 2017, 2018, 2019, 2022 |
| 1 volta  | Indonesia  | 2010                                                                                           |